# Las Suertes
Las Suertes – stacja metra w Madrycie, na linii 1. Znajduje się w dzielnicy Villa de Vallecas, w Madrycie i zlokalizowana jest pomiędzy stacjami La Gavia a Valdecarros. Została otwarta 16 maja 2007.